# Antonio García Robledo
Pour les articles homonymes, voir García et Robledo (homonymie).
Antonio García Robledo, né le 6 mars 1984 à La Llagosta, est un joueur espagnol de handball qui joue au poste d'arrière gauche. Après avoir été formé et commencé sa carrière professionnelle au BM Granollers, il rejoint l'Ademar León en 2011 puis le Paris Saint-Germain Handball en 2012. En 2014, il s'engage pour 2 ans avec le club hongrois de SC Pick Szeged puis il pose ses valises au club danois de KIF Copenhague pour trois ans. Après une pige de 3 mois en 2017 au FC Barcelone pour compenser la blessure de Lasse Andersson, il rejoint à l'intersaison le club roumain du CSM Bucarest. Il retrouve son club formateur du BM Granollers en 2018 avant de rejoindre en 2019 son ex-coéquipier en sélection Alberto Entrerríos comme entraîneur au HBC Nantes.
Avec l'équipe d'Espagne, il est devenu champion du monde 2013 et a remporté une médaille d'argent au Championnat d'Europe 2016 et une médaille de bronze aux Jeux olympiques 2020.

## Palmarès

### En club
Compétitions internationales
- Finaliste de la Coupe d'Europe des vainqueurs de coupe en 2010

Compétitions nationales
- Vainqueur du Championnat de France (1) : 2013
- Vainqueur de la Coupe de France (1) : 2014
- Vainqueur du Championnat d'Espagne (1) : 2017
- Vainqueur de la Coupe d'Espagne (1) : 2017
- Finaliste de la Coupe ASOBAL en 2012

### Sélection
Championnats du monde
- Médaille d'or au Championnat du monde 2013,  Espagne
- 4e place au Championnat du monde 2015,  Qatar

Championnats d'Europe
- Médaille de bronze au Championnat d'Europe 2014 au  Danemark
- Médaille d'argent au Championnat d'Europe 2016 en  Pologne

Jeux olympiques
- Médaille de bronze aux Jeux olympiques 2020 de Tokyo

### Distinctions individuelles
- Élu meilleur arrière gauche d'Espagne en 2011 et 2012

## Galerie

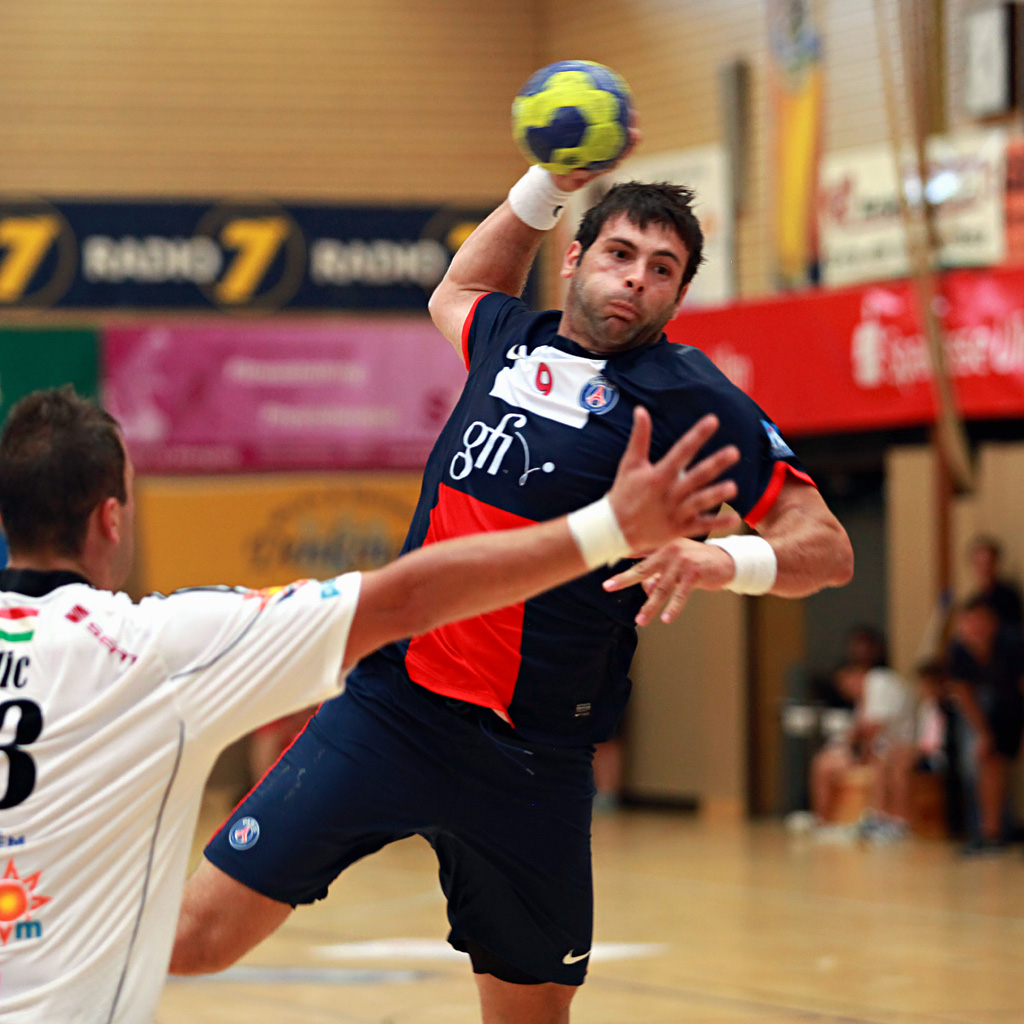
Sous le maillot du Paris SG en 2013.
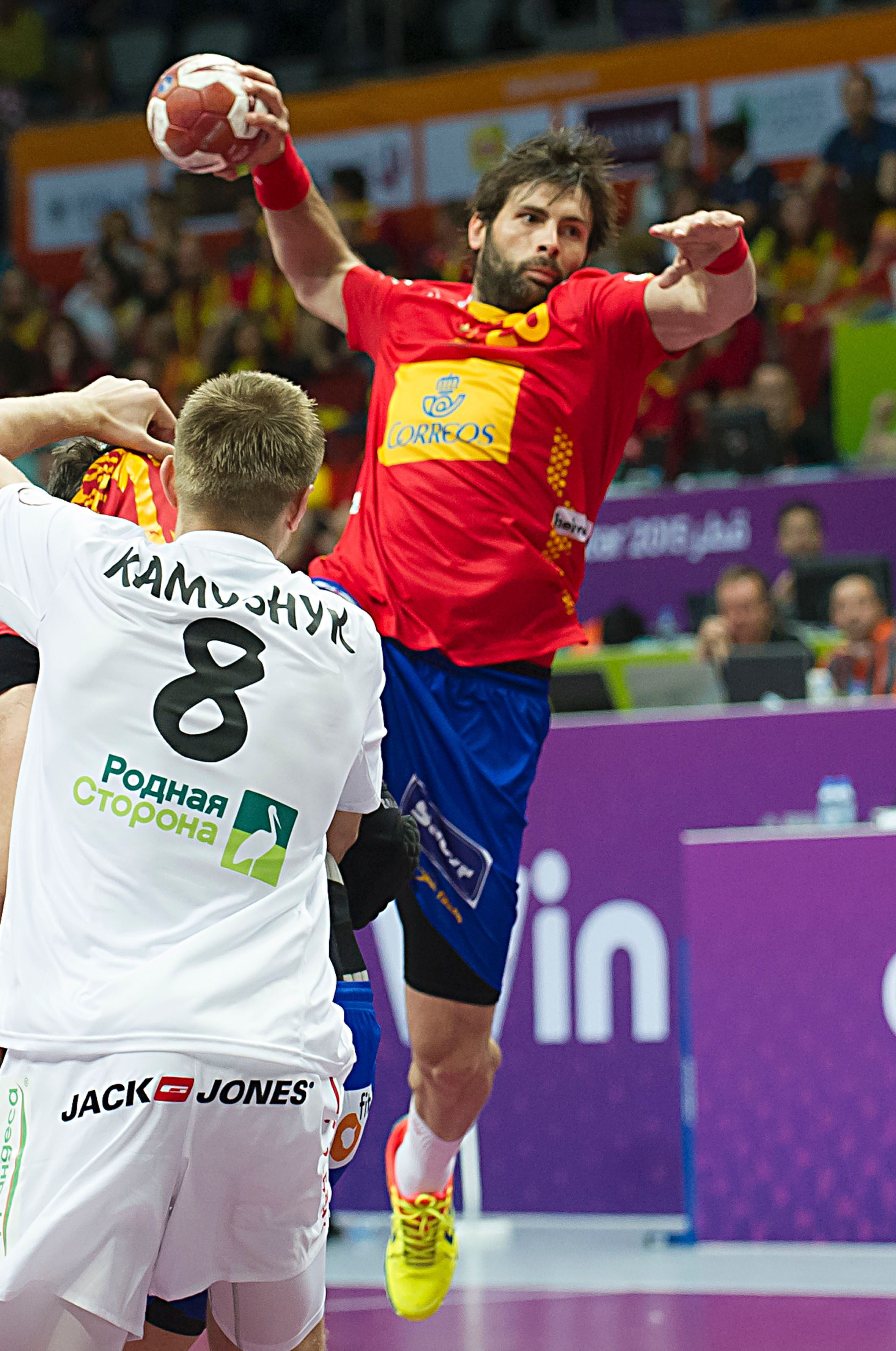
Avec l'Espagne en 2015.
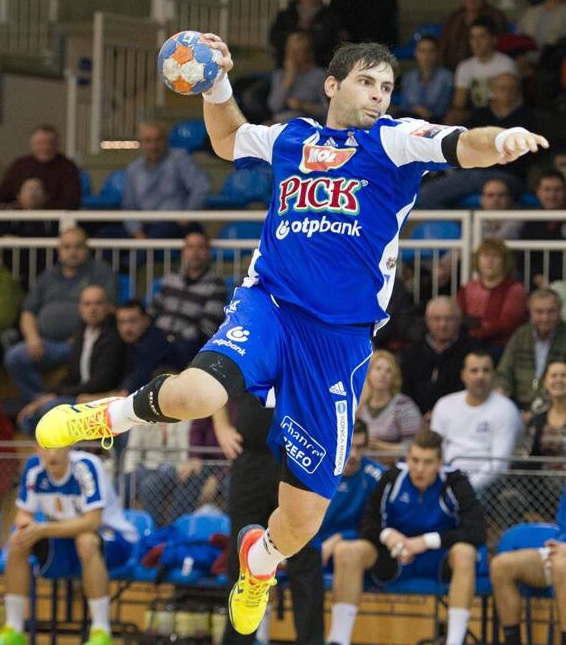
Sous le maillot du SC Pick Szeged en 2015.